# B Sides and C Sides
B Sides and C Sides è la prima raccolta di canzoni dei Rancid, gruppo punk californiano, pubblicata il 15 gennaio 2008.

## Il disco
L'album contiene pezzi mai inclusi prima in nessun album, che hanno parte di compilation, colonne sonore o sono state usate come b-sides per i singoli.

## Tracce
1. Ben Zanotto
2. Stop
3. Devil's Dance
4. Dead And Gone
5. Stranded
6. Killing Zone
7. 100 Years
8. Things To Come
9. Blast 'Em
10. Endrina
11. White Knuckle Ride
12. Sick Sick World
13. Tattoo
14. That's Entertainment
15. Clockwork Orange
16. The Brothels
17. Just A Feeling
18. Brixton
19. Empros Lap Dog
20. I Wanna Riot
21. Kill The Lights

## Formazione
- Tim Armstrong - voce, chitarra
- Matt Freeman - basso elettrico
- Lars Frederiksen - voce, chitarra
- Brett Reed - batteria